# Alakazam
Alakazam (フーディン Fūdin?, Foodin en el original japonés y Simsala en alemán) es una de las 1025 criaturas ficticias de la franquicia Pokémon.

## Información general
Alakazam es un Pokémon de tipo psíquico introducido en la primera generación. 
Es la evolución de Kadabra y evoluciona de este mediante un intercambio.
Su cabeza tiene forma de estrella amarilla, tiene bigotes (largos en los machos y cortos en las hembras). Lleva dos cucharas en sus manos con las que puede maximizar todo su poder mental y no le gusta dañar a sus oponentes de forma física porque prefiere usar sus habilidades psíquicas para demostrar que es un oponente fuerte y diferente.

En la sexta generación, puede megaevolucionar en Mega-Alakazam. Su cambio más notable es la aparición de una larga barba y de 5 cucharas.

## Información básica
- Número Pokédex
  - Nacional: #65
  - Johto: #91
  - Hoenn: #41
- Altura: 1.5m/4'11"
- Peso: 48kg/106.0lb
- Distribución: 75% Macho
- Habilidad (RZE/RF VH): Foco interno/ Sincronía
- Tipo: Psíquico
- Especie: Psi
- Grupo Huevo: Humanoide
- Experiencia Base : 186
- Máxima Experiencia: 1059860

## Estadísticas
| -                          | PS  | At  | Def | Vel | At. Es¹ | Def.Es. |
| -------------------------- | --- | --- | --- | --- | ------- | ------- |
| Base Stats (RAz/Am)        | 55  | 50  | 45  | 120 | 135     | -       |
| Base Stats (OPC)           | 55  | 50  | 45  | 120 | 135     | 85      |
| Base Stats (RZE/RF VH)     | 55  | 50  | 45  | 120 | 135     | 85      |
| Max Stats (RAz/Am)         | 313 | 198 | 188 | 338 | -       |         |
| Max Stats (OPC)            | 313 | 198 | 188 | 338 | 368     | 268     |
| Max Stats (RSE/RF VH)      | 314 | 218 | 207 | 372 | 405     | 295     |
| Punto Esfuerzos(RZE/RF VH) | 0   | 0   | 0   | 0   | 3       | 0       |

¹-En Pokémon Rojo, Azul y Amarillo el Ataque Especial, se llama Especial y equivale igual que la Defensa Especial en esas versiones.

## Descripción según la Pokédex
- Rojo / Azul Su cerebro puede ganar al de un súper-ordenador. Tiene un cociente intelectual de 5000.

- Amarillo Este Pokémon lo recuerda todo. Nunca olvida lo que aprende. Es un Pokémon muy listo.

- Oro Cerrando sus ojos aumenta sus demás sentidos. Esto le permite utilizar sus habilidades al máximo.

- Plata Sus neuronas se multiplican continuamente durante su vida. Por eso, siempre lo recuerda todo.

- Cristal Tiene un C.I. fuera de lo común. Lo analiza todo al detalle para coger ventaja en los combates.

- Rubí El cerebro de Alakazam nunca deja de crecer y por eso al cuello le cuesta sostener el peso de la cabeza. Este Pokémon usa sus poderes psicoquinéticos para mantener en alto la cabeza.

- Zafiro El cerebro de Alakazam siempre está creciendo y el número de neuronas no deja de aumentar. Este Pokémon tiene un coeficiente intelectual de 5000. Tiene archivado en su memoria todo lo que ha ocurrido en el mundo.

- Rojo Fuego No le gustan los ataques físicos. Este Pokémon prefiere hacer uso de sus poderes extrasensoriales cuando lucha.

- Verde Hoja Su cerebro puede ganar al de un ordenador de alta gama. Tiene un coeficiente intelectual de 5000.

## Efectividad de tipos
- Tipos de ataques MUY efectivos contra Alakazam: Bicho, Fantasma², Siniestro²
- Tipos de ataques POCOS efectivos: Lucha, Psíquico
- Inmunidad de ataques: Fantasma¹
- Todos los demás tipos de ataques tienen normal efectos de daño sobre Alakazam.

¹-Sólo Rojo/Azul/Amarillo
²- Desde Oro/Plata/Cristal

## Movimientos

### TM/HM
- RAA/OPC/RZE/RF FV: Descanso, Destello, Doble equipo, Hiperrayo, Psíquico, Tóxico
- RAA/OPC: Excavar
- RAA/RZE/RF FV: Reflejo
- OPC/RZE/RF FV: Atracción, Bola sombra, Danza lluvia, Día soleado, Frustración, Ladrón, Poder oculto, Protección, Retroceso
- RAA: Cabezazo, Contador, Derribo, Doblefilo, Furia, Golpe cuerpo, Mega patada, Mega puño, Metrónomo, Mimético, Onda trueno, Psicoonda, Mov. sísmico, Sumisión, Sustituto, Teletransport, Triataque, Venganza
- OPC: Aguante, Maldición, Cabezazo, Comesueños, Puñodinamico, Puño fuego, Puño hielo, Puñotrueno, Pesadilla, Máspsique, Sonámbulo, Ronquido, Contoneo, Electrocañón
- RZE/RF FV: Cola férrea, Daño secreto, Imagen, Intercambio, Mofa, Onda voltio, Paz mental, Pantalla luz, Puño certero, Robo, Tormento, Velo sagrado

### Movimientos huevo heredados a Abra
- OPC/RZE/FR VH: Barrera, Otra vez
- OPC: Pantalla luz
- FR VH: Desarme, Puño fuego, Puño hielo, Puño trueno.

### Movimientos que puede saber de Kadabra
RZE/RF VH: Imitación

### Tutores
- RF VH/Esmeralda: Comesueños, Contador, Doble filo, Golpe cuerpo, Megapatada, Megapuño, Metrónomo, Mimético, Mov. sísmico, Onda trueno, Sustituto.
- Esmeralda: Aguante, Contoneo, Máspsique, Onda trueno, Puño dinámico, Puño fuego, Puño hielo, Puño Trueno, Ronquido, Sonámbulo.
- XD: Pesadilla

### Trading Card
- Base Set
- Gym Challenge (Sabrina)
- Expedition
- Skyridge

## En el anime
Un Alakazam gigante fue despertado cerca al lugar de las ruinas de Pokémopolis The Ancient Puzzle of Pokémopolis. Así mismo un Alakazam perteneciente a Rudy hizo un cameo en Misty Meets Her Match. 
Alakazam además hace una aparición en Pokémon Double Trouble. Este Alakazam fue usado por Luana, la Líder de Gimnasio de Isla Kumquat del Archipiélago Naranja, en una batalla doble contra Ash.
Gary Oak fue visto luchando contra un Alakazam con su nuevo Umbreon en Power Play. Así mismo Gary tiene su propio Alakazam quizá pudo haber o no capturado como Abra o Kadabra. Este Alakazam fue visto en el perfil de Gary en The Ties that Bind!. 
Alakazam apareció además como pokémon de Eusine en For Ho-Oh the Bells Toll de la temporada 5 del anime y en The Legend of Thunder! de las Crónicas Pokémon. 
Vito Winstrate tiene a su Alakazam quien detiene los destrozos que causa el Camerupt de su abuela en Candid Camerupt!.

- Datos: Q2069801
- Multimedia: Alakazam / Q2069801